# Romans (Ain)
Pour les articles homonymes, voir Romans.
Romans est une commune française, située dans le département de l'Ain en région Auvergne-Rhône-Alpes.
Les habitants de Romans s'appellent les Romansois.

## Géographie
Le village est situé dans le plateau bressan, sur la limite de la Bresse savoyarde proprement dite et de la Dombes. Il offre l'aspect d'un plateau légèrement vallonné, coupé obliquement en son milieu, du sud-est au nord-ouest par l'étroite et sinueuse vallée du Renon. Les autres rivières de la commune sont l'Irance qui la traverse à l'est, et la Chalaronne qui la borde au sud-ouest.

### Communes limitrophes
|                                    | Neuville-les-Dames      | Condeissiat             |
| Châtillon-sur-Chalaronne           | Romans                  | Saint-André-le-Bouchoux |
| La Chapelle-du-Chatelard, Sandrans | Saint-Georges-sur-Renon |                         |

### Climat
Pour des articles plus généraux, voir Climat d'Auvergne-Rhône-Alpes et Climat de l'Ain.
En 2010, le climat de la commune est de type climat océanique dégradé des plaines du Centre et du Nord, selon une étude du CNRS s'appuyant sur une série de données couvrant la période 1971-2000. En 2020, Météo-France publie une typologie des climats de la France métropolitaine dans laquelle la commune est dans une zone de transition entre le climat semi-continental et le climat de montagne et est dans la région climatique Bourgogne, vallée de la Saône, caractérisée par un bon ensoleillement (1 900 h/an), un été chaud (18,5 °C), un air sec au printemps et en été et des vents faibles.
Pour la période 1971-2000, la température annuelle moyenne est de 11,2 °C, avec une amplitude thermique annuelle de 17,6 °C. Le cumul annuel moyen de précipitations est de 967 mm, avec 10,5 jours de précipitations en janvier et 7,6 jours en juillet. Pour la période 1991-2020, la température moyenne annuelle observée sur la station météorologique de Météo-France la plus proche, sur la commune de Marlieux à 7 km à vol d'oiseau, est de 12,2 °C et le cumul annuel moyen de précipitations est de 909,1 mm,. Pour l'avenir, les paramètres climatiques de la commune estimés pour 2050 selon différents scénarios d'émission de gaz à effet de serre sont consultables sur un site dédié publié par Météo-France en novembre 2022.

## Urbanisme

### Typologie
Au 1er janvier 2024, Romans est catégorisée commune rurale à habitat dispersé, selon la nouvelle grille communale de densité à 7 niveaux définie par l'Insee en 2022.
Elle est située hors unité urbaine. Par ailleurs la commune fait partie de l'aire d'attraction de Bourg-en-Bresse, dont elle est une commune de la couronne,. Cette aire, qui regroupe 80 communes, est catégorisée dans les aires de 50 000 à moins de 200 000 habitants,.

### Occupation des sols
L'occupation des sols de la commune, telle qu'elle ressort de la base de données européenne d’occupation biophysique des sols Corine Land Cover (CLC), est marquée par l'importance des territoires agricoles (85,4 % en 2018), en diminution par rapport à 1990 (86,3 %). La répartition détaillée en 2018 est la suivante : 
terres arables (63,2 %), zones agricoles hétérogènes (20,7 %), forêts (13,5 %), zones urbanisées (1,1 %), cultures permanentes (0,7 %), prairies (0,7 %).
L'évolution de l’occupation des sols de la commune et de ses infrastructures peut être observée sur les différentes représentations cartographiques du territoire : la carte de Cassini (XVIIIe siècle), la carte d'état-major (1820-1866) et les cartes ou photos aériennes de l'IGN pour la période actuelle (1950 à aujourd'hui).

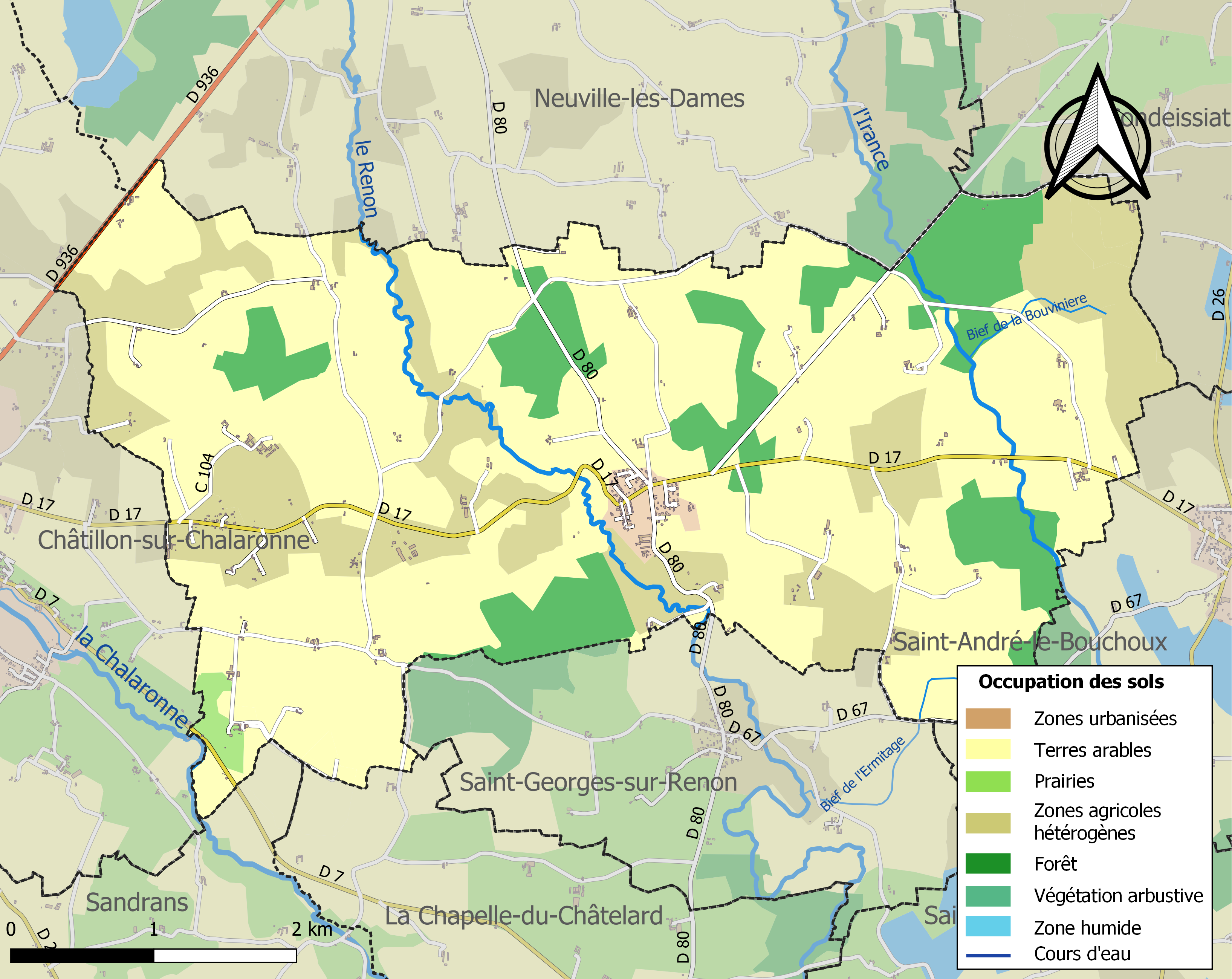
Carte des infrastructures et de l'occupation des sols de la commune en 2018 (CLC).

## Toponymie

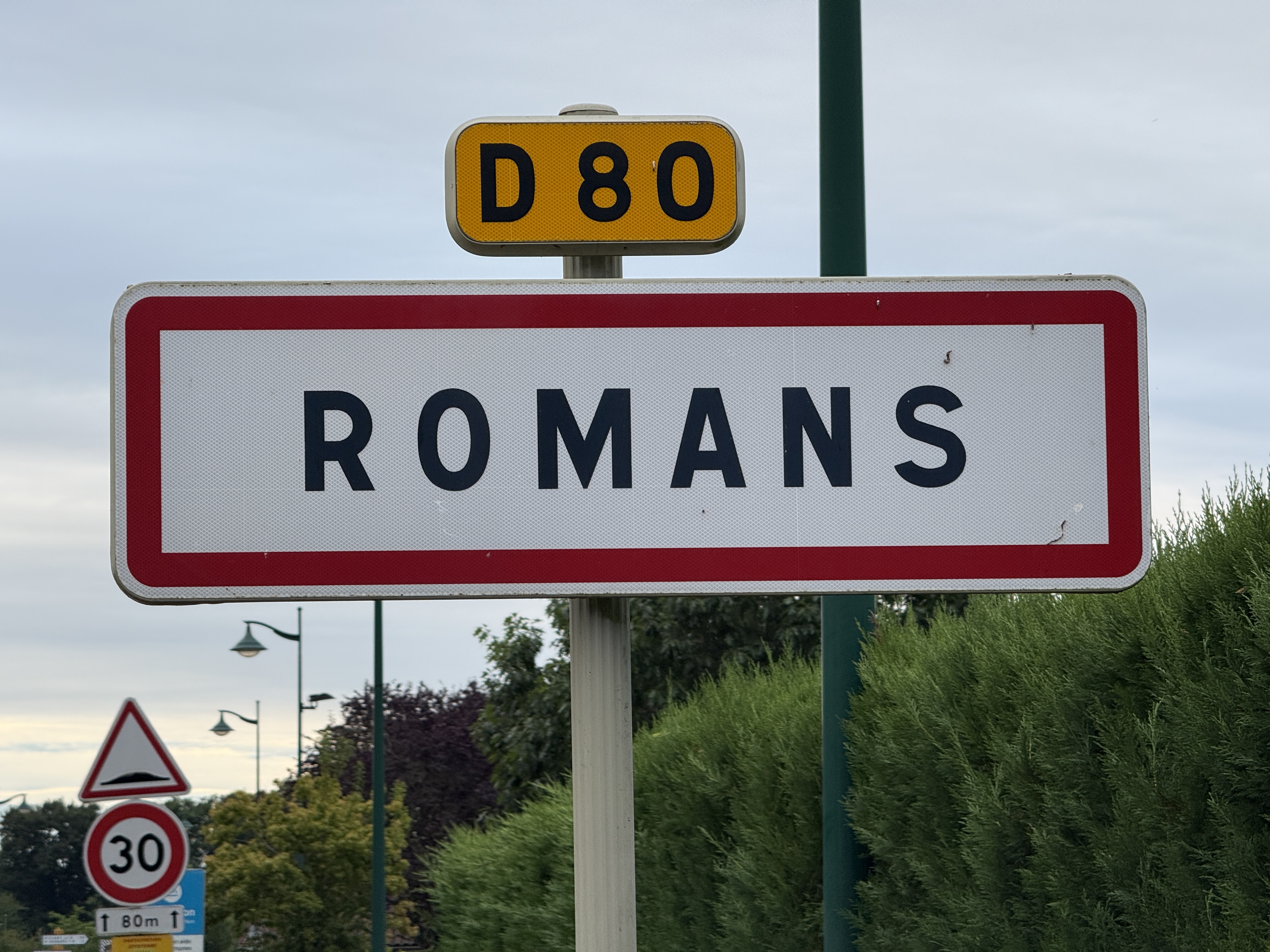
Panneau à l'entrée du village.

Une grande partie de ces noms formés avec l’ethnique Romani l’ont été pour désigner un village dont les habitants parlaient encore latin contrairement aux villages voisins germanisés (les anciens noms et l’histoire locale le prouve).

## Histoire
Village donné à l'abbaye de Cluny en 917, par Ingelberge, femme de Guillaume comte d'Aquitaine dit le pieux fondateur en 910 de l'abbaye de Cluny, et fille de Boson roi d'Arles et de Provence.
Longtemps rattaché à la seigneurie de Varax, Romans en fut définitivement séparé lors du mariage d’Étienne de Varax fils d'Henri III de Varax, lorsqu'il épousa en 1396 Claudine de Saint Amour et créa la branche des seigneurs de Romans. Étienne et Claudine ont eu 8 enfants dont Guillaume de Varax évêque de Belley et de Lausanne au XVe siècle.
Le 4 mars 1718, Claude de Lyobard de Brion, chevalier, seigneur de Romans, vend à Claude César Ferrary, écuyer, conseiller du Roi, receveur général du clergé du diocèse de Lyon, les terres de Romans, des terres voisines, ainsi que les droits seigneuriaux,,.
Romans fut érigé en comté par Louis XV lorsque Étienne-Lambert 1714-1766 (fils de Claude César) obtient en décembre 1763 les lettres de patente du titre de comte sous le nom de Romans-Ferrari,. Son descendant Charles de Romans-Ferrari né à Romans le 16 décembre 1861 et décédé le 27 juin 1912 sera le dernier comte de Romans-Ferrari,.
Entre 1802 et 1808, la commune de Romans disparait. Elle est fusionnée avec Châtillon-sur-Chalaronne. Elle redevient une commune après une pétition des habitants du village,.

## Politique et administration

### Découpage territorial
La commune de Romans est membre de la communauté de communes de la Dombes, un établissement public de coopération intercommunale (EPCI) à fiscalité propre créé le 1er janvier 2017 dont le siège est à Châtillon-sur-Chalaronne. Ce dernier est par ailleurs membre d'autres groupements intercommunaux.
Sur le plan administratif, elle est rattachée à l'arrondissement de Bourg-en-Bresse, au département de l'Ain et à la région Auvergne-Rhône-Alpes. Sur le plan électoral, elle dépend du  canton de Châtillon-sur-Chalaronne pour l'élection des conseillers départementaux, depuis le redécoupage cantonal de 2014 entré en vigueur en 2015, et de la quatrième circonscription de l'Ain  pour les élections législatives, depuis le dernier découpage électoral de 2010.

### Administration municipale
| Période                                  | Période   | Identité             | Étiquette | Qualité  |
| ---------------------------------------- | --------- | -------------------- | --------- | -------- |
| juin 1995                                | mars 2008 | Joseph Jayr          |           |          |
| mars 2008                                | 2014      | Guy Girodon          |           |          |
| 2014                                     | En cours  | Jean Michel Gauthier | SE        | Retraité |
| Les données manquantes sont à compléter. |           |                      |           |          |

## Démographie
L'évolution du nombre d'habitants est connue à travers les recensements de la population effectués dans la commune depuis 1793. Pour les communes de moins de 10 000 habitants, une enquête de recensement portant sur toute la population est réalisée tous les cinq ans, les populations de référence des années intermédiaires étant quant à elles estimées par interpolation ou extrapolation. Pour la commune, le premier recensement exhaustif entrant dans le cadre du nouveau dispositif a été réalisé en 2007.
En 2022, la commune comptait 628 habitants, en évolution de +5,72 % par rapport à 2016 (Ain : +5,15 %, France hors Mayotte : +2,11 %).
| 1793 | 1800 | 1806 | 1821 | 1831 | 1836 | 1841 | 1846 | 1851 |
| ---- | ---- | ---- | ---- | ---- | ---- | ---- | ---- | ---- |
| 381  | 121  | 226  | 515  | 498  | 503  | 583  | 536  | 570  |

| 1856 | 1861 | 1866 | 1872 | 1876 | 1881 | 1886 | 1891 | 1896 |
| ---- | ---- | ---- | ---- | ---- | ---- | ---- | ---- | ---- |
| 551  | 562  | 609  | 585  | 573  | 598  | 610  | 622  | 600  |

| 1901 | 1906 | 1911 | 1921 | 1926 | 1931 | 1936 | 1946 | 1954 |
| ---- | ---- | ---- | ---- | ---- | ---- | ---- | ---- | ---- |
| 603  | 594  | 546  | 530  | 520  | 500  | 475  | 521  | 391  |

| 1962 | 1968 | 1975 | 1982 | 1990 | 1999 | 2006 | 2007 | 2012 |
| ---- | ---- | ---- | ---- | ---- | ---- | ---- | ---- | ---- |
| 353  | 367  | 346  | 351  | 480  | 522  | 571  | 577  | 594  |

| 2017 | 2022 | - | - | - | - | - | - | - |
| ---- | ---- | - | - | - | - | - | - | - |
| 590  | 628  | - | - | - | - | - | - | - |

## Culture et patrimoine

### Lieux et monuments
- Église Saint-Maurice : église romane du XIIe siècle dont le clocher a été reconstruit entre 1856 et 1858 et qui a été restaurée en 2009. L'édifice renferme une couronne de lumières historiciste (1884) d'un seul cercle du type polylobé, en métal doré ajouré, d'un diamètre de 1,40 m, inscrite au titre d'objet des monuments historiques[26].
- Château des Comtes de Romans-Ferrari: château du XVe siècle, remanié au XIXe siècle. Depuis 2007, le château abrite le foyer d'accueil médicalisé Romans-Ferrari pour adultes polyhandicapés[27].
- Château du Chapuis : reconstruit au début de ce siècle par la famille Munet, il a été réaménagé en maison de retraite dernièrement.
- Château de Clerdan : construit au milieu du XIXe siècle par le comte de La Rochette.
- Château de Beaujeu : ce château a plutôt l'apparence d'une grosse maison bourgeoise. Les deux tours sont du début du XXe siècle.

### Héraldique
| Blason | Blasonnement : D'azur au lion couronné d'or. |

## Galerie

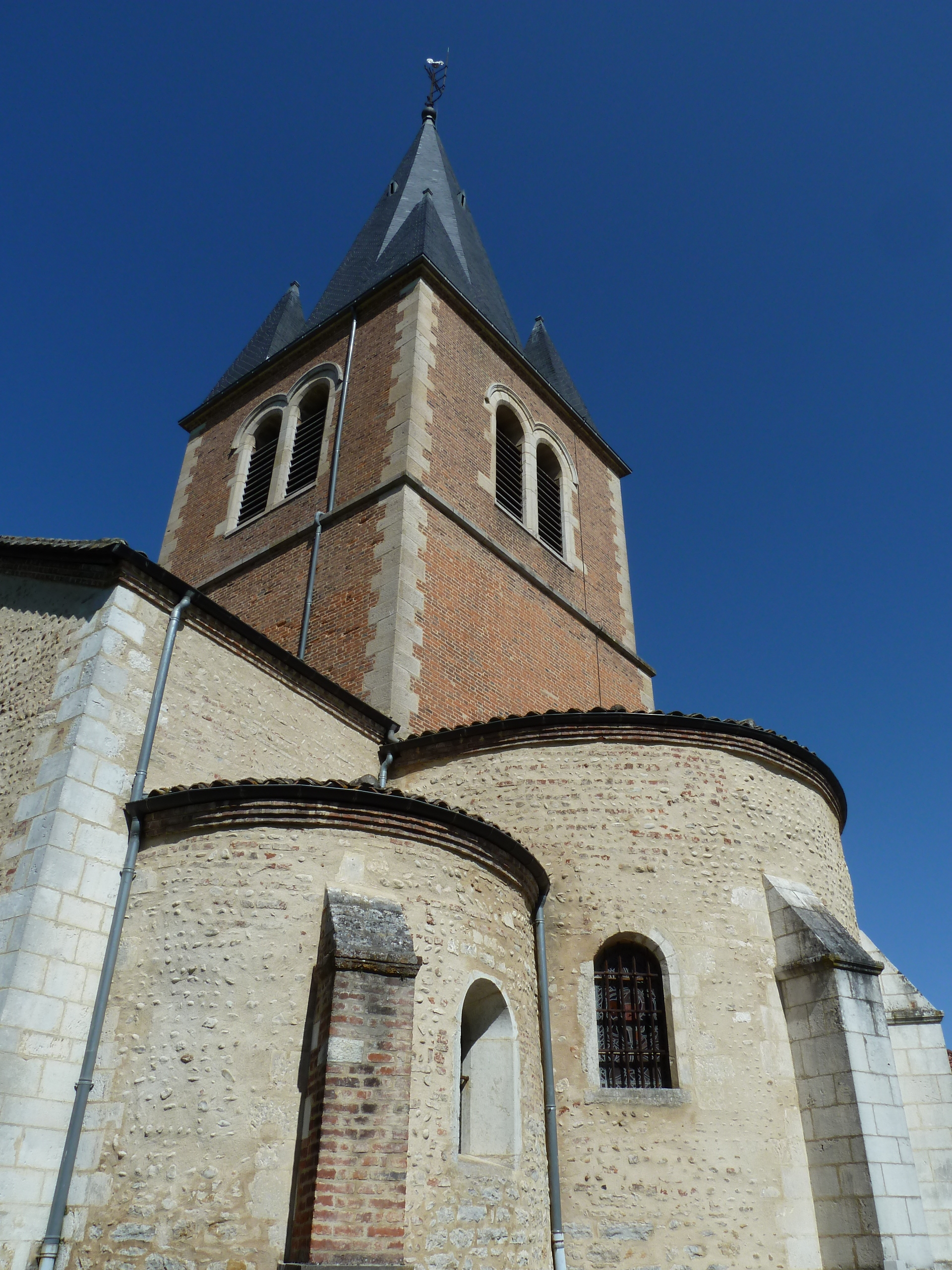
Clocher de l'église.
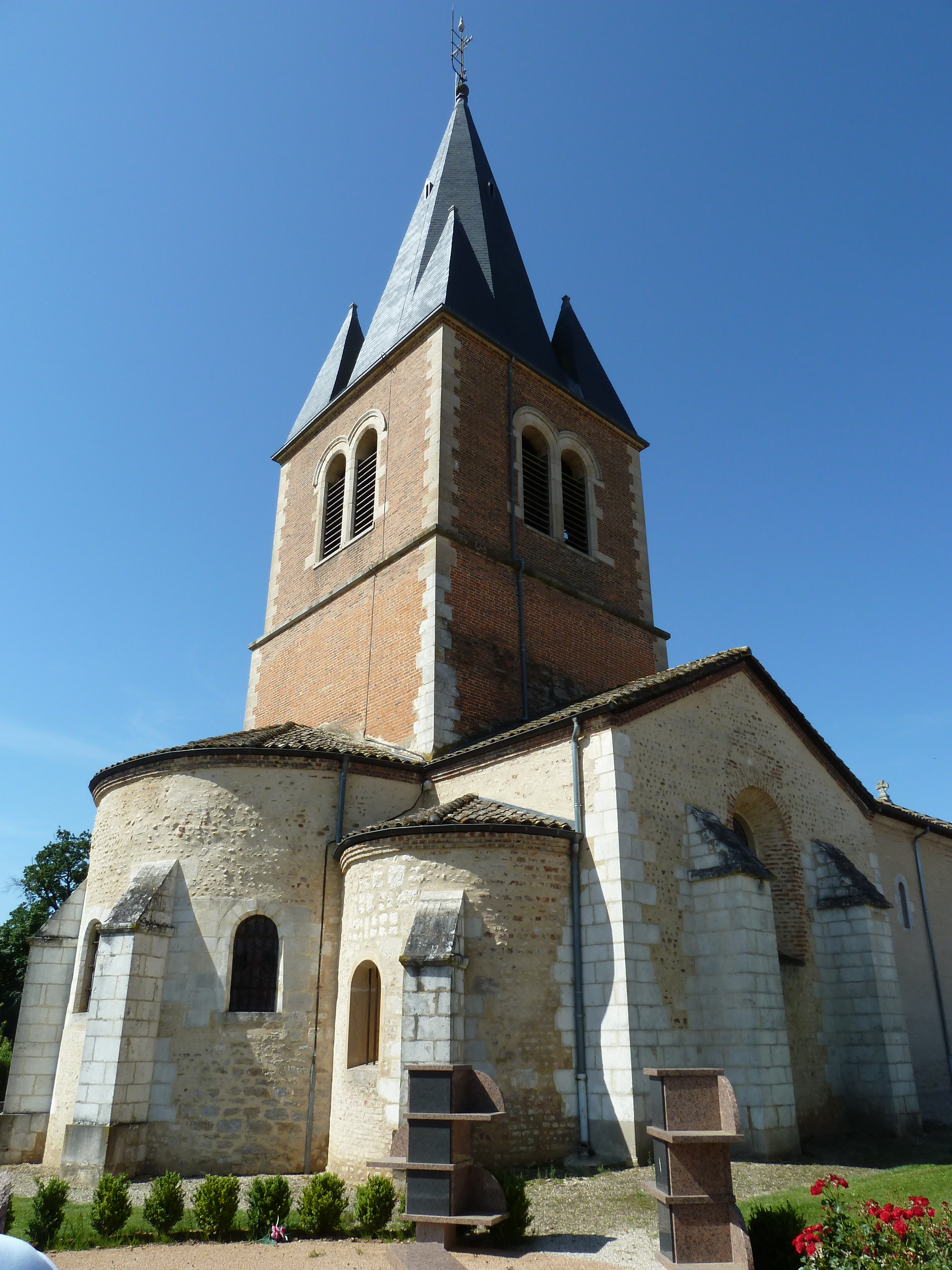
L'église.
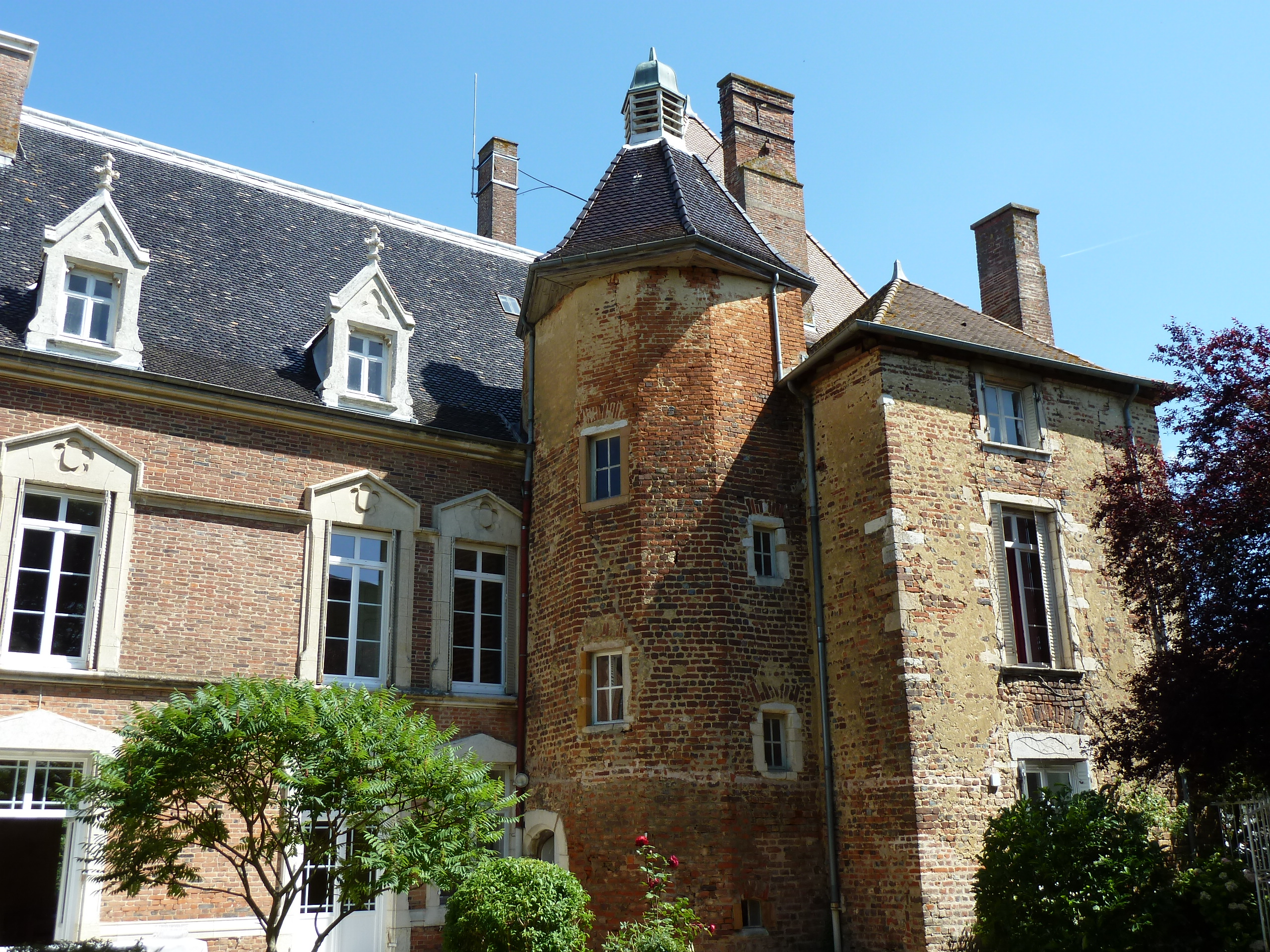
Château de Romans.
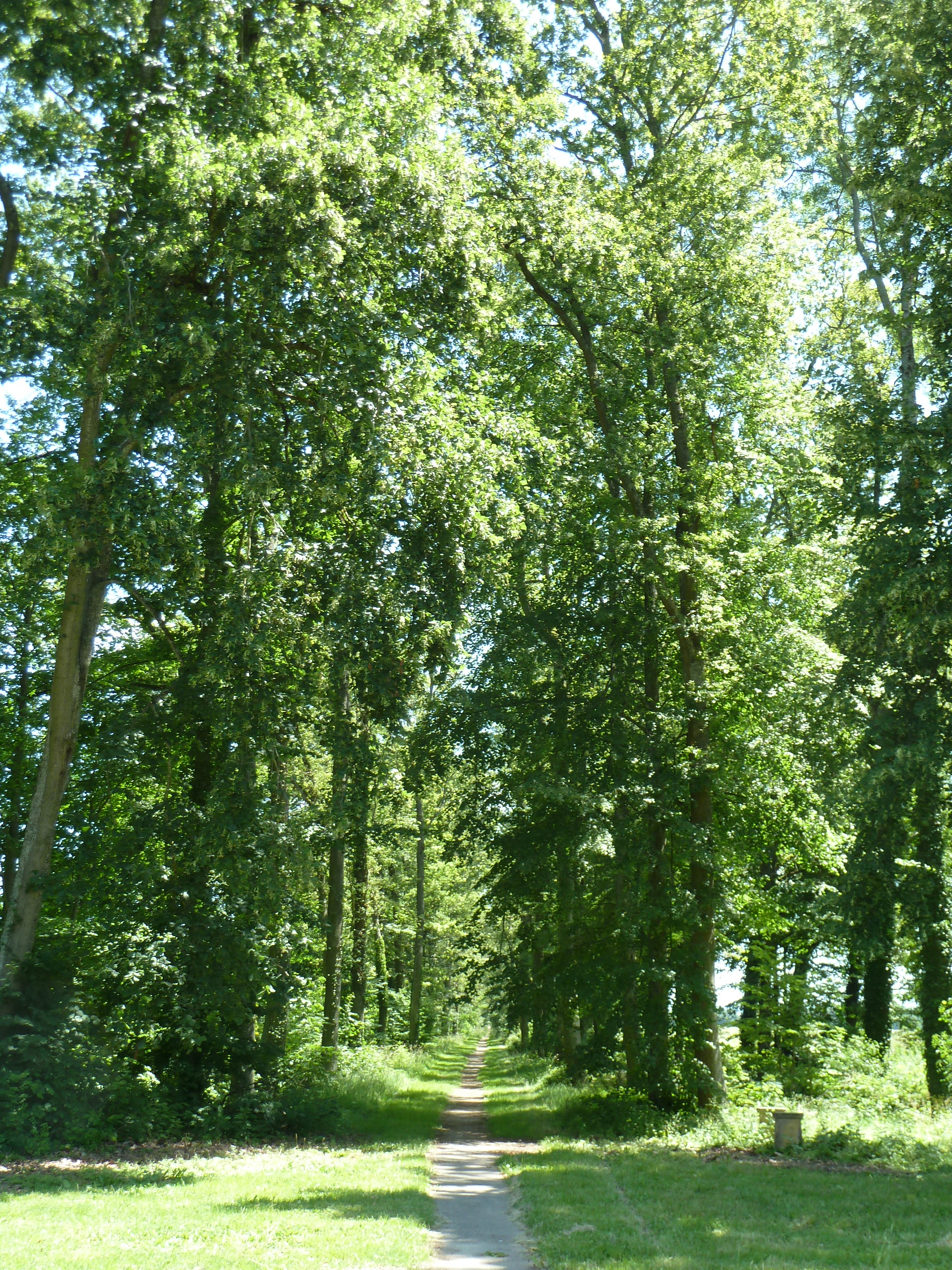
Allée de droite en face du château.
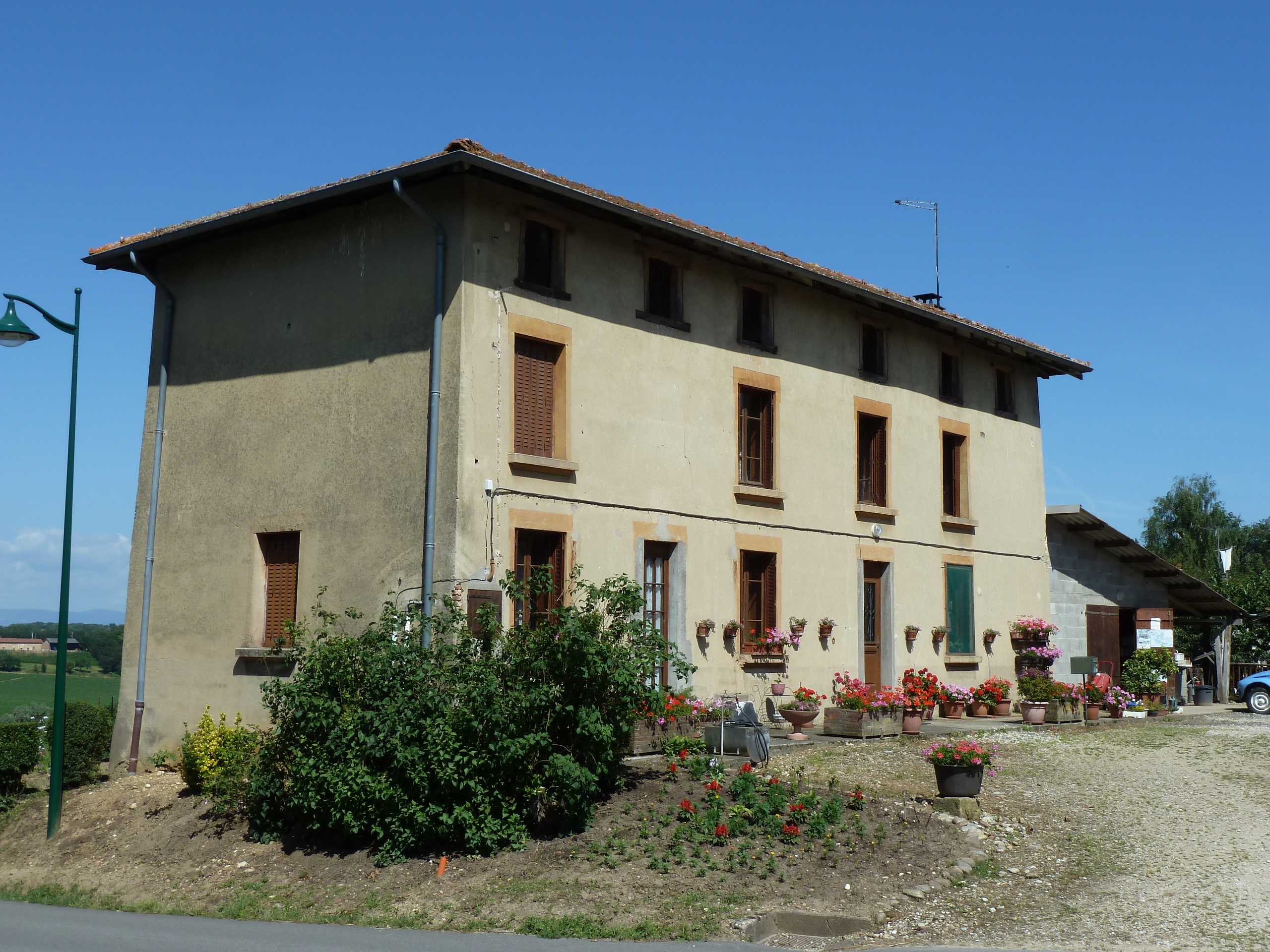
L'ancienne auberge du Cabaret.
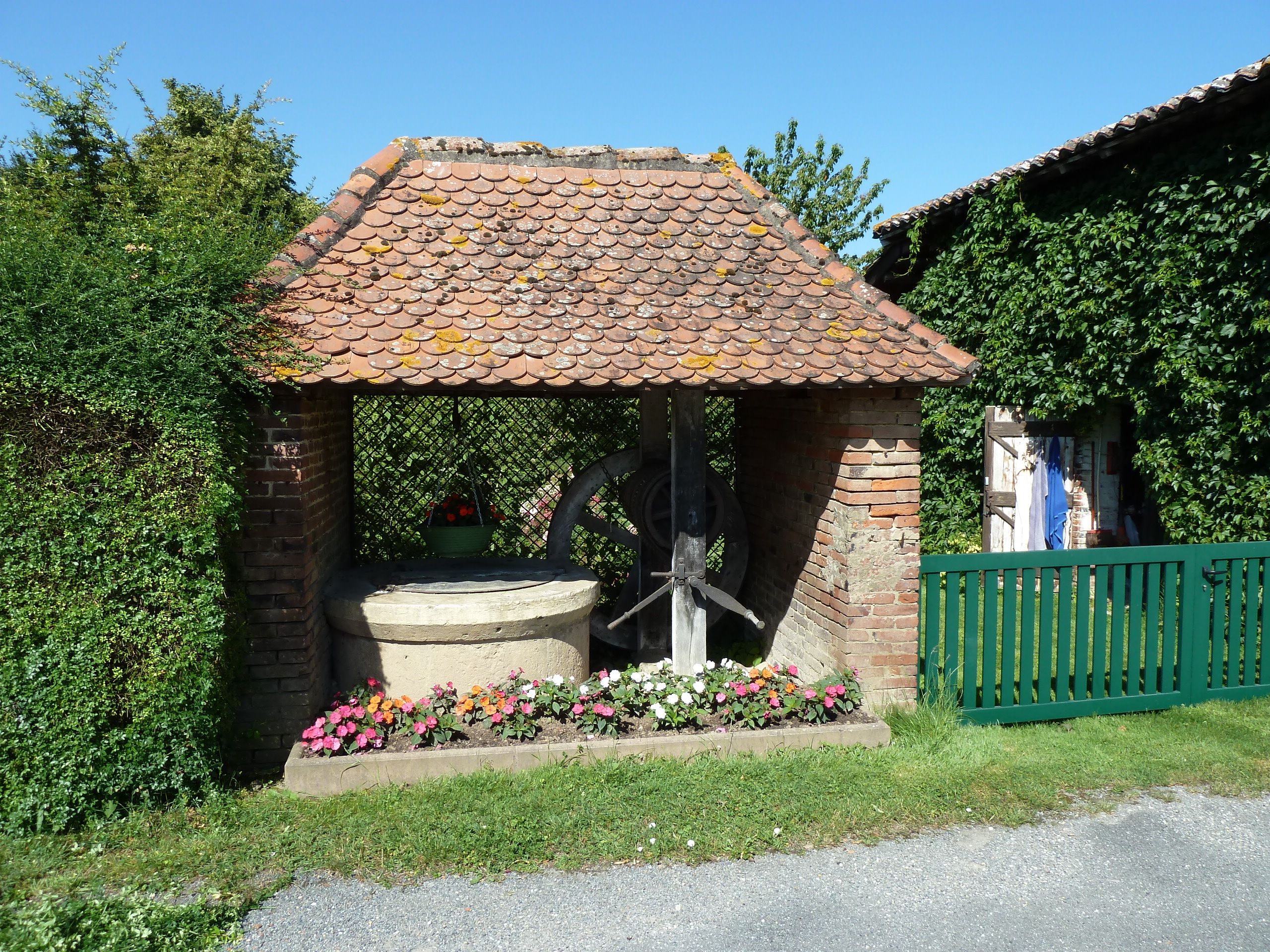
Le village.